# بنة ملا أحمد (الريف الشرقي)
بنة ملا أحمد (بالفارسية: بنه ملااحمد) هي منطقة سكنية تقع في إيران في قسم الريف الشرقي الريفي. يقدر عدد سكانها بـ 358 نسمة .